# 百科全書序論

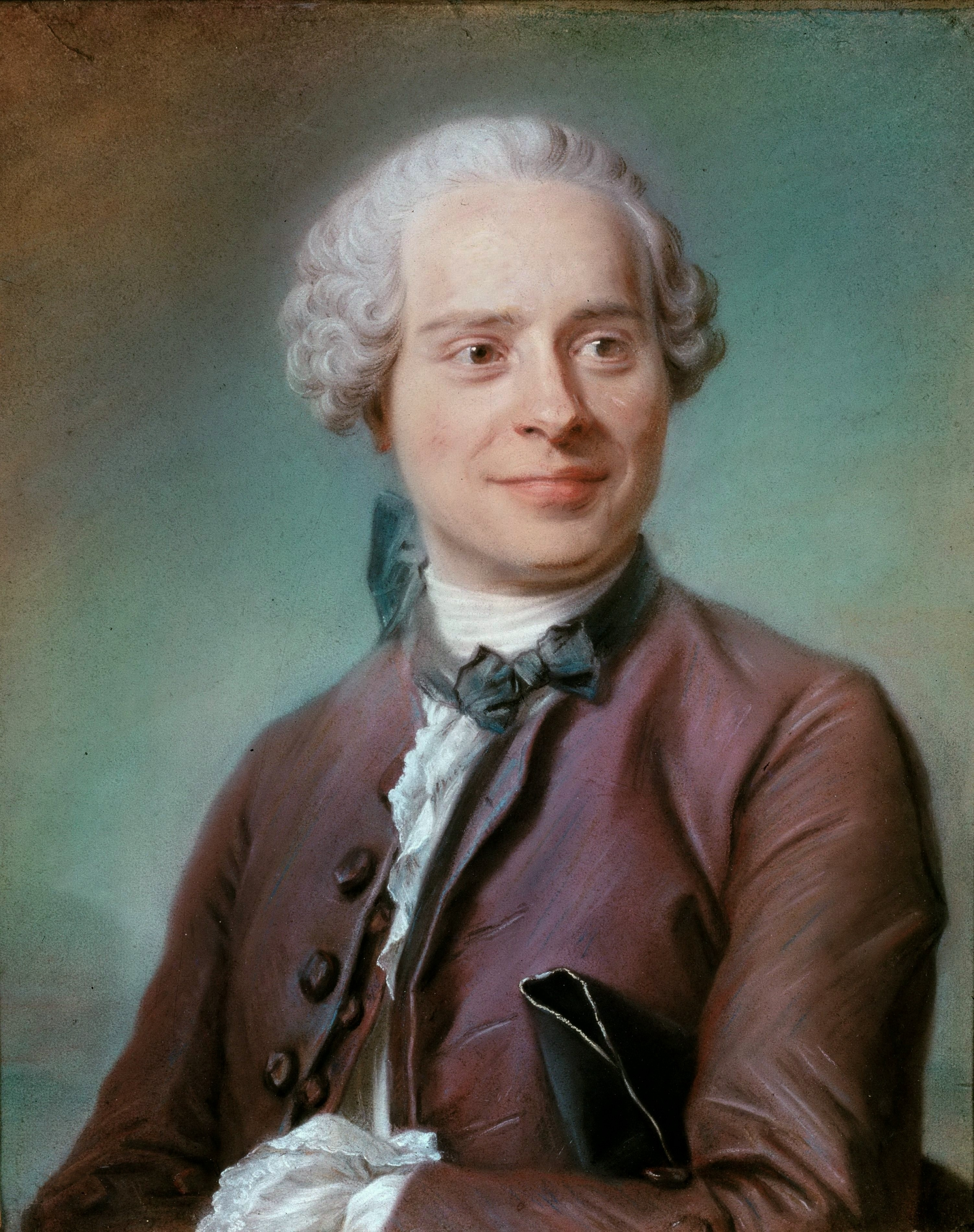
著者のダランベール

百科全書序論（ひゃっかぜんしょじょろん）は、18世紀フランスの科学者ダランベールによる二部構成の哲学論考。
1751年に初版発行した『百科全書、または学問、芸術、工芸の合理的辞典』に収録。

## 紹介
序論第一部は、学門の系統を対象とし、第二部は学芸復興（ルネサンス）以来の人間精神の進歩の歴史を対象としている。第二部の終わりで、ディドロが、1750年に発行した『趣意書』に訂正と追加をしたものが加えられている。
百科全書序論は単なる『百科全書』の紹介にとどまらず、人間知識の哲学的考察並びに当時の学問、芸術、工芸の状態とその歴史を叙述したものであり、啓蒙時代の精神を知るうえでも重要な古典である。

## 内容

### 第一部
第一部ではまず序論が進む筋道を説明する。『百科全書』の目的が二つあり、一つは「百科全書」として、人間知識の順序と連関とをできるかぎり明示すること、二つめは、「学問、芸術、工芸の合理的辞典」として各学問および各技術について、それの土台たる一般的諸原理、およびそれの本体と実質をなす最も本質的な細目を含んでいることと述べる。そのために諸知識の系統と家系を吟味することが必要と述べている。これが第一部の目標である。
そのために、ダランベールは、意志の作用をなんら加えずに無媒介に受け取る知識（直接的知識）はすべて、感官によって受け取る知識に還元され、ゆえに、すべての観念は感覚に負っていることを挙げて、議論を始める。
そして、観念の相互伝達が社会形成の起源であり、社会形成とともにまた言語が生まれねばならなかったという。そうした観念の相互伝達によって次第に緊密になる社会だが、そこから引き出す効用を自分自身のために増大することをもとめ、他人と闘わなければならないため、全員が同じ分け前をあずかることはできないという。そして、全員が社会の効用に同じだけもつ権利が弱肉強食によって犯され、そこから自然に道徳的善悪という概念が生じたという。
彼はそこから議論を展開させ、身体の維持という必要性が個人の発見と他人との交渉によってまかなわれることから、農業、医学などの生存に必要な技術が生まれたという。ここから彼は諸学問の生成過程に関する説明を始める。彼は自然学、幾何学、算術、代数、力学、天文学が生まれた経緯を次々と説明する。彼はこのように学問は自然科学、ならびに数学から始まったと指摘している。
それから、こうした知識を獲得する仕方および自分のもつ思想を相互に伝達しあう仕方そのものを簡単な技術に整理したものが生まれ、それが論理学と名付けられた。ここで注意したいのは、この全知識の鍵とみなされるべき学問は人間の発明序列の首位を占めなかったという点である。そこから次に生まれたものとして、文法、雄弁術、歴史、年代学、地理学、そして政治学を挙げている。
以上は、人間の知識のうち、直接的観念に基づくか、あるいはそれらの観念の反省的な組み合わせと比較に基づく学問であったが、ここから彼はこれらとは種類の異なる反省的知識の説明を始める。（反省的知識とは、精神が直接的知識に働きかける－つまりそれらを結びつけ、また、組み合わせる－ことによって獲得する知識である。）これらは直接的観念の対象たる存在に類似した存在を想像したり組み立てたりして、人間が自分自身の力で形成する諸観念である。これを「自然の模倣」と呼んでいる。模倣に基づく知識の筆頭として絵画と彫刻を置いている。それから建築、詩、音楽について言及している。
彼は「技術」に関しての説明のところで、自由技術（リベラル・アーツ）と機械的技術との区別とさらに後者に対して前者に与えられる優越性とについて述べている。彼はこの優越性はいくつかの点において不当であるが、これは身体的な力の強さよりも精神の才能の不平等さを適用することによって、より平和的で社会に対し有用な原理を認めたからであるといっている。
彼はそれから一本の系統樹すなわち百科全書の樹についての言及を始める。彼がここでも強調していることは、他のすべての学問の諸原理を内蔵しているとみなされ、このため当然百科全書的順序においては最上位を占めるはずの学問の大部分が、観念の生成史的順序においては同じ地位を維持しないことである。「人間知識の系統図」をつくる際は、百科全書順序と生成史的順序とをできる限り満足させるようにつくったという。そして系統図を体系づける三つの能力と知識、すなわち記憶に結びつく「歴史」、理性の成果である「哲学」、そして想像が生み出す「芸術」について言及している。
第一部の最後では、この『辞典』で百科全書的順序をアルファベット的順序と調和させるのに、どう骨折ったかを説明している。

### 第二部

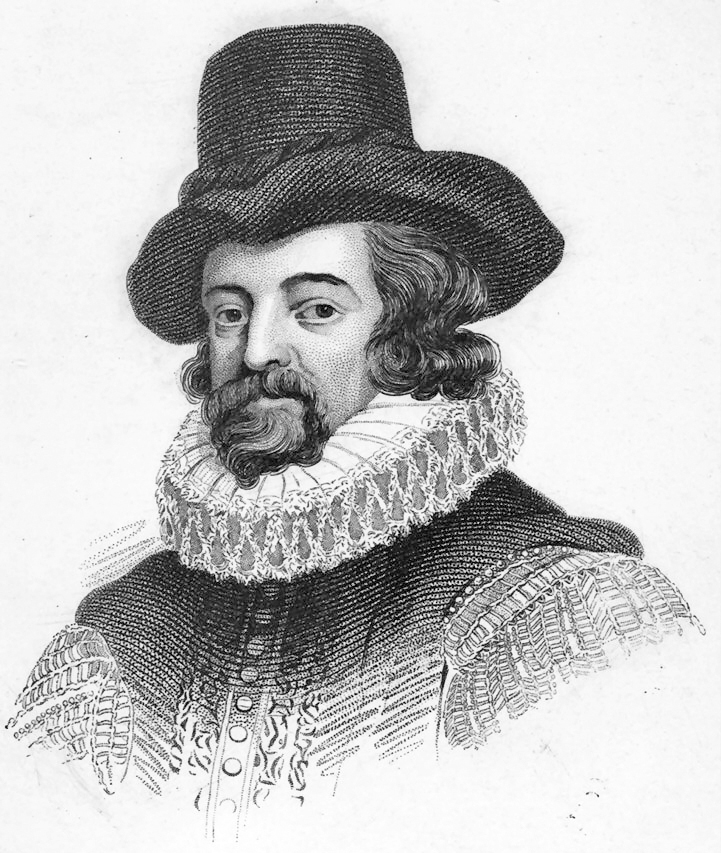
フランシス・ベーコン

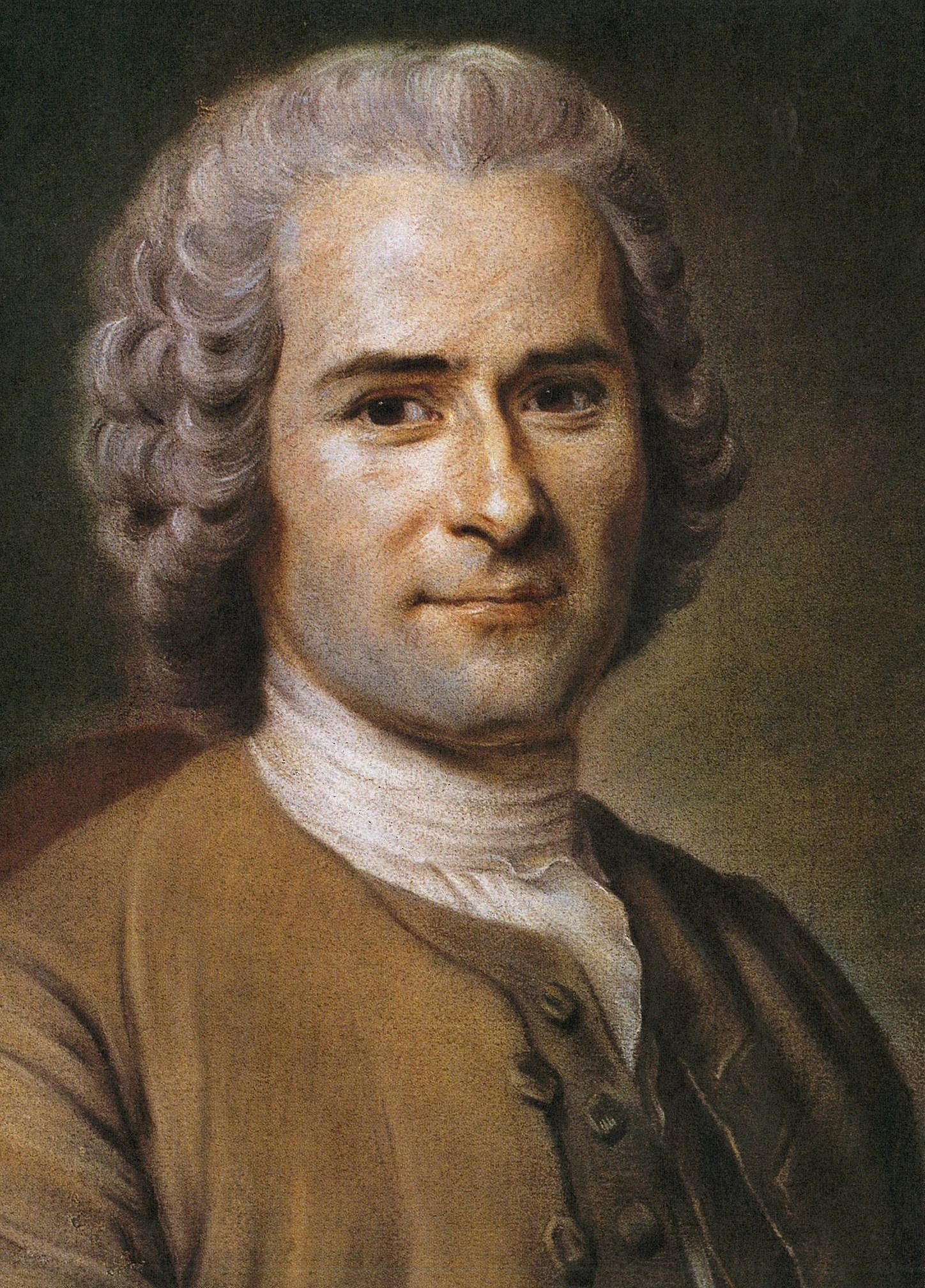
ルソー

第二部では学芸の復興期（ルネサンス）からの諸学の歴史を主にこれらの諸学に貢献した代表する人物を挙げることで語っている。光明（啓蒙）の数世紀に先行した無知の長い中間時代（中世）から出てくるには、観念の再生は観念の原初的生成順序とは必然的に異ならざるをえなかったといっている。学者たちはまず古代の仕事を盲目的に模倣することからはいったが、次第にそうした文献学的研究から古代の著作の精神を学びはじめ、こうして、雄弁、歴史、詩、および文学のさまざまな分野における17世紀の傑作がほとんど時を同じくして開花したという。これに芸術がつづいた。特に、絵画と彫刻との対象はより感官の領域に属するので、これらの芸術は必ず詩に先立つことができたという。
芸術と文学がすでに尊敬されていたのにひきかえ、哲学は同じ進歩をしなかった。彼はこれを説明するのに、たとい観念の順序において理性の働きが想像力の最初の努力に先行するとしても、後者は、それが第一歩をはじめてからは、前者よりもずっと早く進むものであると述べている。また、無知の幾世紀の自称学問なるものの全体をなしたスコラ学が、この光明（啓蒙）の最初の世紀における真の哲学の進歩に障害となったといっている。
スコラ学に進歩を阻害されながらも発展した哲学を代表する人物としてフランシス・ベーコンについて触れている。彼の学問の分類はダランベールの「人間知識の系統図」をつくる上での土台となった。次に、代数を幾何に応用したデカルト、微積分計算と級数の方法を発明したニュートン、形而上学を心の実験的物理学に還元したロックについて述べている。
また、百科全書の音楽部門に貢献したルソーが学問と芸術が習俗を堕落させると非難していることに触れて（ルソーのこのことに関する論文は1750年にディジョンのアカデミーで受賞して、称賛を浴びた。）、人間知識を破壊したとしても、悪徳は人間たちに残るであろうし、なお、その上に無知をも持つことになるといって反論している。
第二部の後半にはディドロの『趣意書』を基にした文章がつけ加えられている。この部分では、百科全書を作成するという仕事そのものの目的と百科全書の構成方法について書かれている。彼らが目指したのは「技術と学問のあらゆる領域にわたって参照されうるような、そしてただ自分自身のためにのみ自学する人々を啓蒙すると同時に、他人の教育のために働く勇気を感じている人々を手引きするのにも役立つような」辞典をつくることだった。

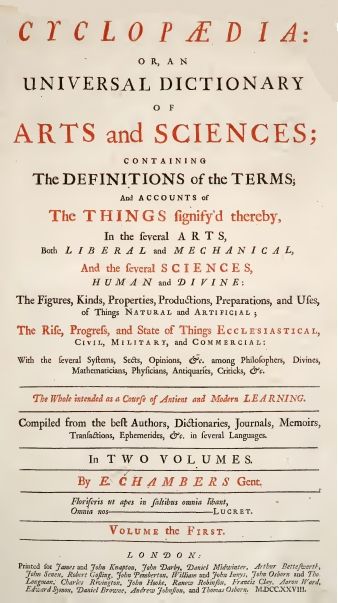
チェンバースが出版した『サイクロペディア』のタイトルページ

これに先立つ作品はあることはあるが、特にエフライム・チェンバースの百科全書についての物足りなさについて述べていて、フランス語で書かれた諸著作がなければ、作られえなかったといっている。そして、チェンバースのこの著作が一人の手で行われたことを省みて、百科全書を作成するという重荷を分担する必要があることから、十分な数の学者と技術家を起用したといっている。

## 引用
- 願わくは、後世の人々が私たちの『辞典』を開いて、「これが当時の学問と芸術の状態であったのだな。」といってくれますように！願わくは、後世の人々が、私たちによって記録された発見に自分たちの発見をつけ加え、人間精神とその産物との歴史が最も遠く隔たった幾世紀までも代々続いてゆきますように！願わくは、「百科全書」というものが人間の知識を時の流れと変革とから保護する神殿となりますように！

## 関連文献
- 『百科全書 序論および代表項目』（全16篇、桑原武夫訳編、岩波文庫、1971年） ISBN 4003362411
- d'Alembert, Jean Le Rond. Preliminary Discourse to the Encyclodpedia of Diderot. Trans. Richard N. Schwab. Chicago: The University of Chicago Press, 1995.